# US Open Nine-ball Championship
Het US Open Nine-ball Championship of kortweg US Open is een jaarlijks professioneel pooltoernooi dat gehouden wordt sinds 1976. Het is een van de belangrijkste toernooien op de jaarlijkse poolkalender. Het staat open voor spelers uit de gehele wereld die het tegen elkaar opnemen in een mannen- en een vrouwentoernooi.

## Toernooi
Het US Open draait niet alleen om de titel, maar ook om geldprijzen. De hoofdprijs is sinds 2005 opgelopen tot $40.000,- voor de winnaar, waar de nummer twee $20.000,- opstrijkt. Winnaars van het toernooi krijgen daarnaast een traditionele groene toernooi-blazer en worden gevrijwaard van inschrijfgeld voor alle toekomstige edities van de US Open.
Alle deelnemers (256 sinds 2005) spelen het toernooi volgens een 'dubbele eliminatie' methode. Daarin speelt de winnaar van een partij 9-ball tegen de winnaar van een andere partij, iedere verliezer speelt de volgende ronde tegen een verliezer. Zodra een speler zijn tweede partij van het toernooi verliest, is hij/zij uitgeschakeld. Dit gaat door tot er twee spelers overblijven.
Alle partijen in het toernooien zijn best of 21 (tot elf racks), tot er twee spelers over zijn. De finale is best of 25 (tot dertien racks).

## Toernooiwinnaars

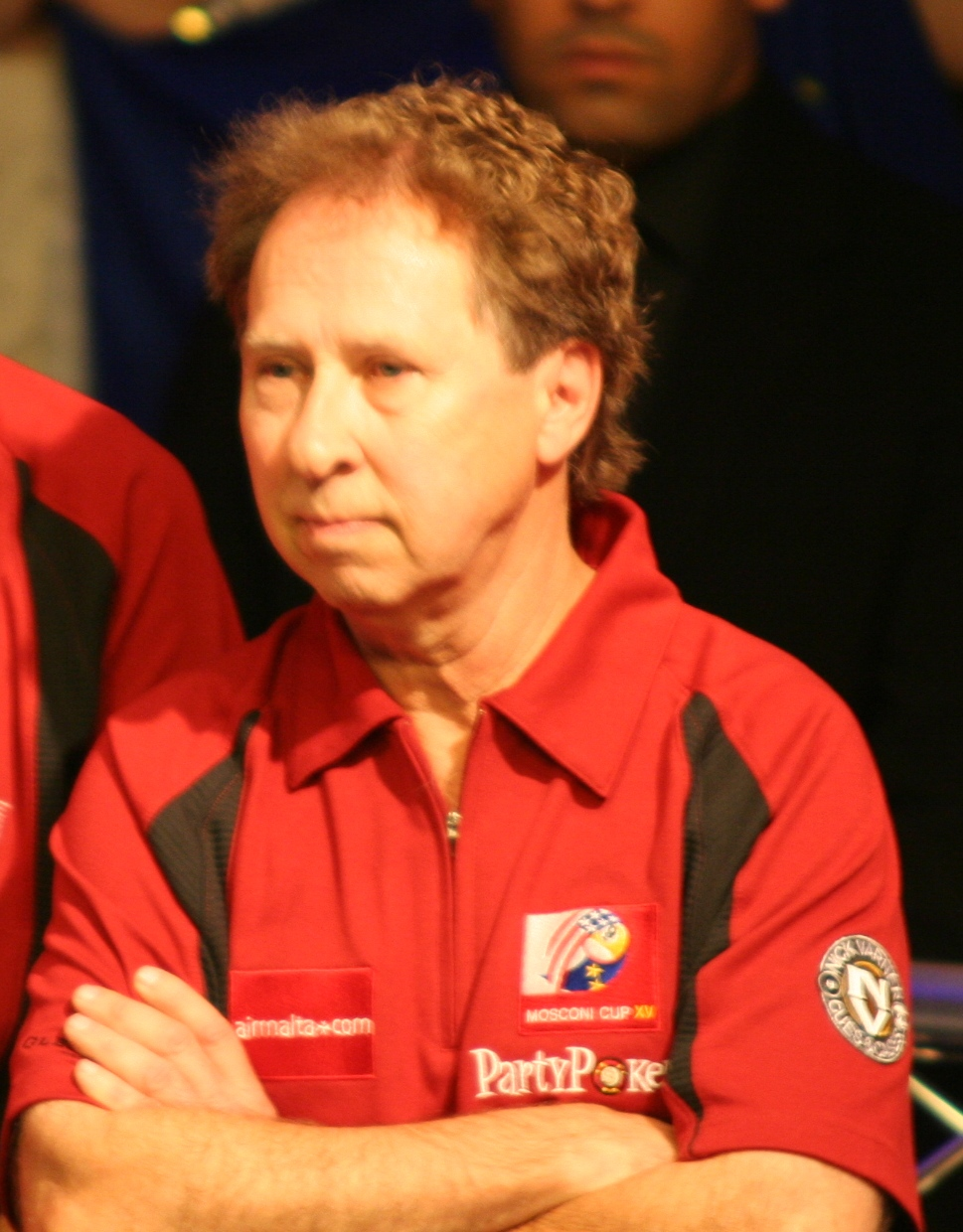
Nick Varner won de US Open in 1989 en 1990 twee keer achter elkaar

| Year | Winner            |
| ---- | ----------------- |
| 1976 | Mike Sigel        |
| 1977 | Allen Hopkins     |
| 1978 | Steve Mizerak     |
| 1979 | Louie Roberts     |
| 1980 | Mike Sigel        |
| 1981 | Allen Hopkins     |
| 1982 | David Howard      |
| 1983 | Mike Sigel        |
| 1984 | Earl Strickland   |
| 1985 | Jimmy Reid        |
| 1986 | David Howard      |
| 1987 | Earl Strickland   |
| 1988 | Mike Lebrón       |
| 1989 | Nick Varner       |
| 1990 | Nick Varner       |
| 1991 | Buddy Hall        |
| 1992 | Tommy Kennedy     |
| 1993 | Earl Strickland   |
| 1994 | Efren Reyes       |
| 1995 | Reed Pierce       |
| 1996 | Rodney Morris     |
| 1997 | Earl Strickland   |
| 1998 | Johnny Archer     |
| 1999 | Buddy Hall        |
| 2000 | Earl Strickland   |
| 2001 | Corey Deuel       |
| 2002 | Ralf Souquet      |
| 2003 | Jeremy Jones      |
| 2004 | Gabe Owen         |
| 2005 | Alex Pagulayan    |
| 2006 | John Schmidt      |
| 2007 | Shane Van Boening |
| 2008 | Mika Immonen      |
| 2009 | Mika Immonen      |
| 2010 | Darren Appleton   |
| 2011 | Darren Appleton   |
| 2012 | Shane Van Boening |
| 2013 | Shane Van Boening |
| 2014 | Shane Van Boening |
| 2015 | Cheng Yu-hsuan    |

## Trivia
- De jongste winnaar ooit is Mike Sigel (21 jaar oud, in 1976)
- De oudste winnaar ooit is Mike Lebrón (54 jaar oud, in 1988)